# Štěpán I. Illesházy
Štěpán I. hrabě Illésházy de Illésháza (maďarsky Illésházai gróf Illésházy István) (1541 – 5. května 1609 Vídeň) byl uherský šlechtic, voják, politik a diplomat. V mládí se prosadil jako voják v bojích proti Turkům, souběžně se uplatňoval ve státních úřadech. Z poměrně skromných poměrů nevýznamné regionální šlechty dosáhl postavení jednoho z nejbohatších magnátů v Uhrách, byl povýšen na barona (1587) a hraběte (1600). Značný majetek získal svým druhým sňatkem (1582), později přikupoval další velká panství v Horních Uhrách (Trenčín) a také na Moravě (Hodonín, Tovačov). Jako vůdce protestantské opozice v Uhrách se nakonec dostal do sporu s císařem Rudolfem II., byl obžalován z velezrady, odsouzen k trestu smrti a ztrátě a majetku. Po útěku do Polska se připojil k Bočkajově povstání a následně se jako diplomat podílel na uzavření míru jak s Bočkajem, tak s Turky. Mezitím přešel do služeb Rudolfova bratra arcivévody Matyáše a krátce před smrtí dosáhl v Uherském království nejvyšší funkce palatina.

## Mládí v armádě a majetkový vzestup

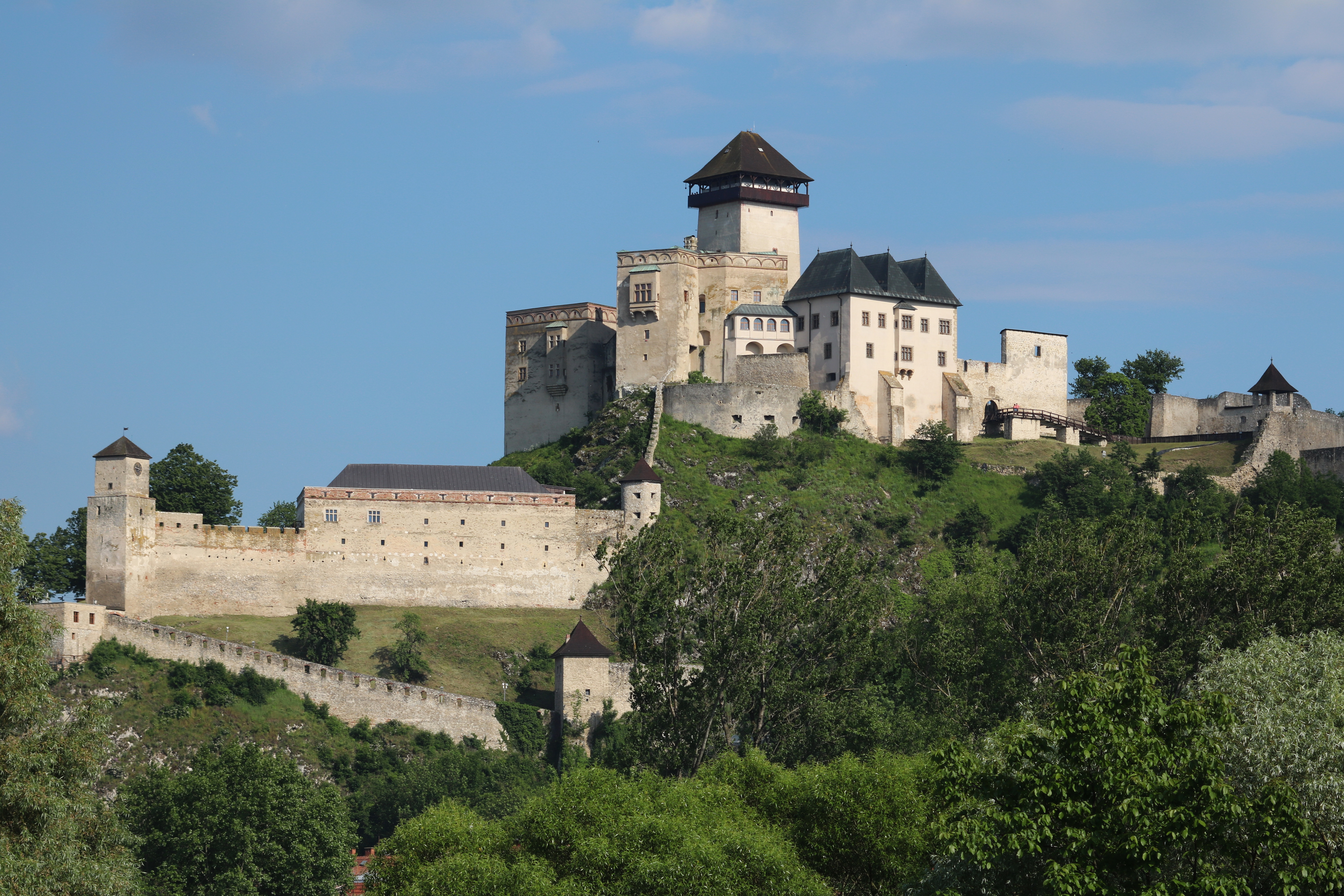
Hrad Trenčín, majetek Štěpána Illésházyho od roku 1594

Pocházel z uherského šlechtického rodu Illésházyů, narodil se do početné rodiny prešpurského podžupana Tomáše Illésházyho. Studoval v Prešpurku a od mládí sloužil v armádě, souběžně se uplatňoval ve státních úřadech, byl místožupanem v Prešpurku (1572) a radou uherské královské komory (1577), později se stal císařským radou a komorníkem a za zásluhy získal v roce 1587 titul barona. Jako voják se uplatnil v bojích proti Turkům, sloužil pod velením Jana Krušiče, později byl jeho nadřízeným Mikuláš Pálffy. S Pálffym se zúčastnil obléhání Stoličného Bělehradu, později dobytí pevností Ráb a Tata, v roce 1599 bojoval u Budína a Pešti. Do vyšší společnosti pronikl již svým prvním sňatkem s Annou Erdődyovou, dcerou chorvatského bána Petra Erdődyho. Po jejím úmrtí se začal přátelit s rodinami svých nadřízených velitelů Pálffyho a Krušiče, což se do budoucna ukázalo jako výhodné spojení. Po Krušičově úmrtí (1580) se v roce 1582 oženil s jeho vdovou Kateřinou, rozenou Pálffyovou (1542–1616). Ta byla dědičkou obrovského majetku, který zahrnoval desítky statků (Stupava, Šurany, Bánovce nad Bebravou, Pezinok, Svätý Jur) a šest hradů (Čabraď, Sitno, Likava), díky tomu Illesházy obdržel také dědičný úřad župana liptovské župy. K dědictví Kateřiny Pálffyové patřilo mimo jiné 7 000 sudů vína, několik tisíc kusů dobytka a 800 koní.
Ke správě nově nabytých majetků přistupoval Illesházy velmi zodpovědně, což mu během několika málo let umožnilo uskutečnit další velké transakce. V roce 1594 získal od Emericha Forgáče zástavní právo k hradu a panství Trenčín za 32 000 zlatých. V roce 1597 se stal dědičným županem trenčínské župy a nakonec v roce 1600 vykoupil trenčínské panství do dědičného vlastnictví (za sumu 109 605 zlatých). Téhož roku obdržel titul hraběte pro sebe a svou manželku. Na trenčínském hradě podnikl stavební úpravy, což dokládá alianční erb Illesházyů a Pálffyů s nápisem nad vstupem do hradního paláce. Na přelomu 16. a 17. století rozšířil svůj majetek o statky na Moravě. Jako věřitel zemřelého Jana z Pernštejna (s ním se znal z tureckých válek) získal v roce 1597 panství Tovačov, za něž zaplatil 182 000 zlatých, součástí transakce byl také dům v Kojetíně. Získal moravský inkolát a zařadil se mezi významné pozemkové vlastníky na Moravě. Vzdálenost Tovačova od rodových statků v Horních Uhrách vedla Illésházyho k dalšímu obchodu a po delším jednání získal v roce 1600 panství Hodonín, které vyměnil za Tovačov se Salm-Neuburgy, za mnohem větší hodonínské panství musel ale doplatit 160 000 zlatých.

## Konflikt s Rudolfem II. a vrchol kariéry

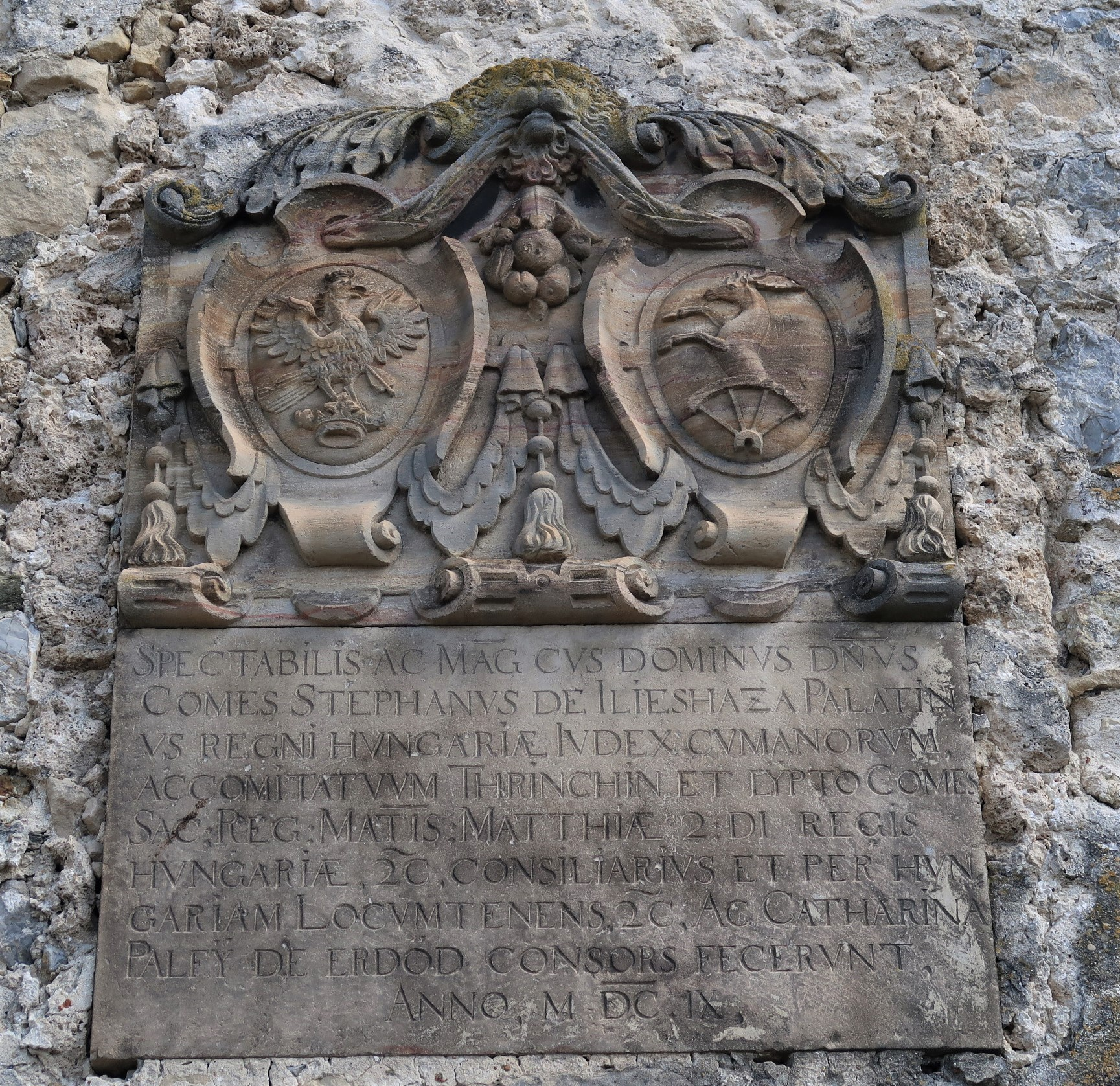
Erb Štěpána Illésházyho a jeho manželky Kateřiny Pálffyové na hradě Trenčín

Počátkem 17. století se Illesházy dostal do konfliktu s císařem Rudolfem II. Jako záminka posloužil v podstatě nevýznamný spor bohatých vinařských měst Pezinok a Svätý Jur, která se chtěla vykoupit z Illesházyho poddanství. Ve skutečnosti císaři vadila Illesházyho vzrůstající politická moc, patřil k předákům protestantské opozice a nekompromisním ochráncům stavovských práv šlechty. Svou roli sehrál i jeho obrovský majetek, ačkoliv sám Rudolf několik let předtím souhlasil s převodem Trenčína do Illesházyho soukromého vlastnictví. Nakonec byl povolán před zemský sněm, kde si vyslechl obžalobu z urážky císařského majestátu a byl odsouzen k trestu smrti a zabavení veškerého majetku. Konfiskace statků však probíhala pomalu a Illesházy stihnul odvézt z Trenčína cenné vybavení a značnou finanční hotovost. Ještě předtím převedl moravské panství Hodonín na svou manželku, aby se mu konfiskace vyhnula. Osobně pak tajně několik nocí překračoval z Holíče řeku Moravu a také z Hodonína odvezl velkou část mobiliáře. Nakonec uprchl do Polska, usadil se v Krakově a pod ochranou polského krále vyčkával dalších událostí.
Mezitím vypuklo Bočkajovo povstání, k němuž se Illesházy nijak překvapivě připojil, i když z polského exilu nemohl vyvinout větší aktivitu. V této době ztrácel císař Rudolf II. své pozice v Uhrách, kde se začal prosazovat jeho mladší bratr Matyáš. Právě ve spolupráci s Matyášem se nakonec Illesházy stal jedním z hlavních aktérů diplomatických jednání se Štěpánem Bočkajem. V první polovině roku 1606 navštívil Illesházy několikrát Vídeň a povstání skončilo Vídeňským mírem v červnu 1606. Krátce nato se Illesházy podílel i na uzavření Žitavského míru s Turky (září 1606). Téhož roku byl zcela omilostněn a mohl se znovu ujmout svých rozsáhlých statků. Vrcholem jeho kariéry byl úřad uherského palatina, který získal v roce 1608 historicky jako první protestant. Při korunovaci arcivévody Matyáše uherským králem v Bratislavě nesl svatoštěpánskou korunu. V té době jej ale trápily četné zdravotní problémy (pravděpodobně rakovina žaludku) a na jaře 1609 odjel do Vídně, kde vyhledával pomoc lékařů. Zemřel ve Vídni 5. května 1609 ve věku 68 let a byl pohřben v evangelickém kostele v Pezinku. Dědicem většiny majetku byl synovec Kašpar (1593–1648), Štěpánova manželka Kateřina nadále držela Hodonín, než jej v roce 1614 prodala Žampachům z Potštejna za 350 000 zlatých.
Štěpán Illesházy proslul jako vzdělanec se širokým rozhledem, své kvality prokázal jako voják i politik a získal všeobecný respekt, kvůli své konfliktní povaze měl ale zároveň řadu odpůrců. Svou mimořádnou kariérou spojenou s obrovským majetkovým vzestupem získal řadu nepřátel mezi starobylou šlechtou, jako zastánce feudálních práv měl také spory s měšťany na svých panstvích. Četní oponenti přispěli k eskalaci Illésházyho konfliktu s Rudolfem II. v roce 1603. Patřil k významným stoupencům kalvinistického učení a předním osobnostem protestantů v Uherském království. Na svá panství zval absolventy německých univerzit, které zaměstnával jako učitele. Koncem 16. století založil školní nadace v Trenčíně a Ružomberku, další nadaci zřídila po jeho smrti vdova Kateřina v Bánovcích nad Bebravou. Byl také literárně činný, dochoval se jeho latinský spis, v němž zpracoval své zážitky z tureckých válek.
V Hodoníně připomíná Štěpána Illesházyho pamětní deska ve vstupním vestibulu bývalé radnice, kterou nechal na vlastní náklady postavit po vpádu Bočkajových vojsk.
Jeho sestra Žofie (1547–1599) byla manželkou Ference Esterházyho (1532–1604) z rodiny Esterházyů. Jejich syn hrabě Mikuláš Esterházy (1583–1645) byl zakladatelem mocenského vzestupu svého rodu a v letech 1625–1645 také uherským palatinem.